# Strandhill
Strandhill (irisch An Leathros) ist ein Ort im County Sligo in Irland. Bei der Volkszählung 2022 hatte er 1982 Einwohner.

## Einwohnerentwicklung
Die Zahl der Einwohner nahm in den letzten dreißig Jahren stark zu.
| 1991 | 1996 | 2001 | 2006 | 2011 | 2016 | 2022 |
| ---- | ---- | ---- | ---- | ---- | ---- | ---- |
| 654  | 764  | 1003 | 1413 | 1596 | 1753 | 1982 |

## Lage
Strandhill liegt acht Kilometer von Sligo entfernt am nordwestlichen Ende der Coolera-Halbinsel. Der Ort wird überragt von dem 327 m hohen Berg Knocknarea mit dem Queen Maeve’s Grave, einem Passage Tomb, auf dem Gipfel. Die Regionalstraße R292, die die Halbinsel umrundet, führt durch Strandhill.

## Transport
Einen Kilometer nördlich von Strandhill liegt der kleine Regionalflughafen von Sligo.
Strandhill wird von Sligo stündlich von einem Bus der staatlichen Busgesellschaft Bus Éireann angefahren.

## Freizeit
Neben Wanderwegen, darunter auch auf den Knocknarea, ist Strandhill sehr beliebt bei Surfern. Trotz eines Sandstrandes ist das Schwimmen im Meer aber wegen der starken Strömung nicht erlaubt.